# Корсы
Корсы — самое северное из племён Сардинии в период нурагической культуры. Позднее корсы переселились на Корсику и дали ей своё имя, а также создали на юге Корсики цивилизацию торре, по многим чертам напоминавшую нурагическую цивилизацию Сардинии.
Впервые их упоминает Клавдий Птолемей в своей «Географии» (III, 3). 
По мнению Павсания, напротив, корсы изначально обитали на Корсике и лишь позднее попали на Сардинию:
Есть другой остров, находящийся недалеко от Сардинии, который эллины называют Кирном, а ливийские поселенцы - Корсикой. Значительная часть жителей этого острова, теснимая междоусобиями, переселилась в Сардинию и, овладев частью горной области, поселились тут. Жители Сардинии называли их по их происхождению именем корсов. Когда карфагеняне достигли великого могущества на море, они покорили своей власти и всех жителей Сардинии, кроме илийцев и корсов; их неприступные горы помогли им не быть обращенными в рабство. Карфагеняне в свою очередь построили на острове два города: Каралис и Сильки. Бывшие союзники карфагенян ливийцы и иберы, заспорив из-за добычи, в гневе на них, отделились от них и поселились тоже на высотах гор этого острова. Их называют на местном языке кирнов баларами, а баларами кирны называют беглецов [...]
Павсаний, Путешествие по Греции, книга 10, глава 17, около II в. до н.э.
От корсов на Сардинии остались такие топонимы, как Корсеин и Коссоине (близ Бонорвы). Южными соседями корсов в этот период были балары и илийцы.
По мнению археолога Джованни Угаса (Giovanni Ugas), корсы могли быть родственны лигурам, населявшим северо-запад Италии и юго-восток Франции в доисторический и протоисторический период. Миграции племён из Лигурии в направлении островов Тирренского моря засвидетельствованы в неолите (6000 — 4000 гг. до н. э.).